# Llista d'asteroides/130101–130200
| Nom      | Designació provisional | Data de descobriment | Lloc de descobriment | Descobridor/s |
| -------- | ---------------------- | -------------------- | -------------------- | ------------- |
| 130101 - | 1999 XM29              | 6 de desembre, 1999  | Socorro              | LINEAR        |
| 130102 - | 1999 XO30              | 6 de desembre, 1999  | Socorro              | LINEAR        |
| 130103 - | 1999 XR30              | 6 de desembre, 1999  | Socorro              | LINEAR        |
| 130104 - | 1999 XB41              | 7 de desembre, 1999  | Socorro              | LINEAR        |
| 130105 - | 1999 XW42              | 7 de desembre, 1999  | Socorro              | LINEAR        |
| 130106 - | 1999 XT47              | 7 de desembre, 1999  | Socorro              | LINEAR        |
| 130107 - | 1999 XS51              | 7 de desembre, 1999  | Socorro              | LINEAR        |
| 130108 - | 1999 XQ58              | 7 de desembre, 1999  | Socorro              | LINEAR        |
| 130109 - | 1999 XC65              | 7 de desembre, 1999  | Socorro              | LINEAR        |
| 130110 - | 1999 XQ65              | 7 de desembre, 1999  | Socorro              | LINEAR        |
| 130111 - | 1999 XR67              | 7 de desembre, 1999  | Socorro              | LINEAR        |
| 130112 - | 1999 XF70              | 7 de desembre, 1999  | Socorro              | LINEAR        |
| 130113 - | 1999 XY72              | 7 de desembre, 1999  | Socorro              | LINEAR        |
| 130114 - | 1999 XS73              | 7 de desembre, 1999  | Socorro              | LINEAR        |
| 130115 - | 1999 XO78              | 7 de desembre, 1999  | Socorro              | LINEAR        |
| 130116 - | 1999 XH79              | 7 de desembre, 1999  | Socorro              | LINEAR        |
| 130117 - | 1999 XD80              | 7 de desembre, 1999  | Socorro              | LINEAR        |
| 130118 - | 1999 XR80              | 7 de desembre, 1999  | Socorro              | LINEAR        |
| 130119 - | 1999 XH81              | 7 de desembre, 1999  | Socorro              | LINEAR        |
| 130120 - | 1999 XH84              | 7 de desembre, 1999  | Socorro              | LINEAR        |
| 130121 - | 1999 XH86              | 7 de desembre, 1999  | Socorro              | LINEAR        |
| 130122 - | 1999 XZ90              | 7 de desembre, 1999  | Socorro              | LINEAR        |
| 130123 - | 1999 XJ92              | 7 de desembre, 1999  | Socorro              | LINEAR        |
| 130124 - | 1999 XJ105             | 10 de desembre, 1999 | Les Tardieux         | M. Bœuf       |
| 130125 - | 1999 XV105             | 11 de desembre, 1999 | Oizumi               | T. Kobayashi  |
| 130126 - | 1999 XW106             | 4 de desembre, 1999  | Catalina             | CSS           |
| 130127 - | 1999 XC110             | 4 de desembre, 1999  | Catalina             | CSS           |
| 130128 - | 1999 XG118             | 5 de desembre, 1999  | Catalina             | CSS           |
| 130129 - | 1999 XS127             | 12 de desembre, 1999 | Goodricke-Pigott     | R. A. Tucker  |
| 130130 - | 1999 XB133             | 12 de desembre, 1999 | Socorro              | LINEAR        |
| 130131 - | 1999 XC133             | 12 de desembre, 1999 | Socorro              | LINEAR        |
| 130132 - | 1999 XQ133             | 12 de desembre, 1999 | Socorro              | LINEAR        |
| 130133 - | 1999 XP134             | 3 de desembre, 1999  | Socorro              | LINEAR        |
| 130134 - | 1999 XR135             | 8 de desembre, 1999  | Socorro              | LINEAR        |
| 130135 - | 1999 XF136             | 13 de desembre, 1999 | Socorro              | LINEAR        |
| 130136 - | 1999 XP137             | 3 de desembre, 1999  | Anderson Mesa        | LONEOS        |
| 130137 - | 1999 XT137             | 11 de desembre, 1999 | Uccle                | T. Pauwels    |
| 130138 - | 1999 XT145             | 7 de desembre, 1999  | Kitt Peak            | Spacewatch    |
| 130139 - | 1999 XF148             | 7 de desembre, 1999  | Kitt Peak            | Spacewatch    |
| 130140 - | 1999 XC150             | 8 de desembre, 1999  | Kitt Peak            | Spacewatch    |
| 130141 - | 1999 XZ153             | 8 de desembre, 1999  | Socorro              | LINEAR        |
| 130142 - | 1999 XP157             | 8 de desembre, 1999  | Socorro              | LINEAR        |
| 130143 - | 1999 XC177             | 10 de desembre, 1999 | Socorro              | LINEAR        |
| 130144 - | 1999 XQ182             | 12 de desembre, 1999 | Socorro              | LINEAR        |
| 130145 - | 1999 XD186             | 12 de desembre, 1999 | Socorro              | LINEAR        |
| 130146 - | 1999 XS191             | 12 de desembre, 1999 | Socorro              | LINEAR        |
| 130147 - | 1999 XF199             | 12 de desembre, 1999 | Socorro              | LINEAR        |
| 130148 - | 1999 XT202             | 12 de desembre, 1999 | Socorro              | LINEAR        |
| 130149 - | 1999 XZ204             | 12 de desembre, 1999 | Socorro              | LINEAR        |
| 130150 - | 1999 XJ206             | 12 de desembre, 1999 | Socorro              | LINEAR        |
| 130151 - | 1999 XB209             | 13 de desembre, 1999 | Socorro              | LINEAR        |
| 130152 - | 1999 XV213             | 14 de desembre, 1999 | Socorro              | LINEAR        |
| 130153 - | 1999 XA217             | 13 de desembre, 1999 | Kitt Peak            | Spacewatch    |
| 130154 - | 1999 XQ220             | 14 de desembre, 1999 | Socorro              | LINEAR        |
| 130155 - | 1999 XD223             | 15 de desembre, 1999 | Socorro              | LINEAR        |
| 130156 - | 1999 XS225             | 13 de desembre, 1999 | Kitt Peak            | Spacewatch    |
| 130157 - | 1999 XL228             | 14 de desembre, 1999 | Kitt Peak            | Spacewatch    |
| 130158 - | 1999 XD231             | 7 de desembre, 1999  | Catalina             | CSS           |
| 130159 - | 1999 XH233             | 2 de desembre, 1999  | Anderson Mesa        | LONEOS        |
| 130160 - | 1999 XP235             | 2 de desembre, 1999  | Kitt Peak            | Spacewatch    |
| 130161 - | 1999 XG237             | 5 de desembre, 1999  | Catalina             | CSS           |
| 130162 - | 1999 YM                | 16 de desembre, 1999 | Socorro              | LINEAR        |
| 130163 - | 1999 YX5               | 29 de desembre, 1999 | Socorro              | LINEAR        |
| 130164 - | 1999 YW9               | 27 de desembre, 1999 | Kitt Peak            | Spacewatch    |
| 130165 - | 1999 YV11              | 27 de desembre, 1999 | Kitt Peak            | Spacewatch    |
| 130166 - | 1999 YL17              | 31 de desembre, 1999 | Kitt Peak            | Spacewatch    |
| 130167 - | 1999 YV27              | 30 de desembre, 1999 | Socorro              | LINEAR        |
| 130168 - | 1999 YX27              | 30 de desembre, 1999 | Socorro              | LINEAR        |
| 130169 - | 2000 AG1               | 2 de gener, 2000     | Socorro              | LINEAR        |
| 130170 - | 2000 AL4               | 3 de gener, 2000     | Kitt Peak            | Spacewatch    |
| 130171 - | 2000 AS6               | 2 de gener, 2000     | Socorro              | LINEAR        |
| 130172 - | 2000 AU6               | 2 de gener, 2000     | Socorro              | LINEAR        |
| 130173 - | 2000 AU10              | 3 de gener, 2000     | Socorro              | LINEAR        |
| 130174 - | 2000 AO18              | 3 de gener, 2000     | Socorro              | LINEAR        |
| 130175 - | 2000 AL20              | 3 de gener, 2000     | Socorro              | LINEAR        |
| 130176 - | 2000 AO28              | 3 de gener, 2000     | Socorro              | LINEAR        |
| 130177 - | 2000 AH36              | 3 de gener, 2000     | Socorro              | LINEAR        |
| 130178 - | 2000 AD39              | 3 de gener, 2000     | Socorro              | LINEAR        |
| 130179 - | 2000 AC45              | 5 de gener, 2000     | Kitt Peak            | Spacewatch    |
| 130180 - | 2000 AP52              | 4 de gener, 2000     | Socorro              | LINEAR        |
| 130181 - | 2000 AZ52              | 4 de gener, 2000     | Socorro              | LINEAR        |
| 130182 - | 2000 AZ55              | 4 de gener, 2000     | Socorro              | LINEAR        |
| 130183 - | 2000 AS58              | 4 de gener, 2000     | Socorro              | LINEAR        |
| 130184 - | 2000 AA60              | 4 de gener, 2000     | Socorro              | LINEAR        |
| 130185 - | 2000 AE66              | 4 de gener, 2000     | Socorro              | LINEAR        |
| 130186 - | 2000 AE70              | 5 de gener, 2000     | Socorro              | LINEAR        |
| 130187 - | 2000 AJ83              | 5 de gener, 2000     | Socorro              | LINEAR        |
| 130188 - | 2000 AZ85              | 5 de gener, 2000     | Socorro              | LINEAR        |
| 130189 - | 2000 AY86              | 5 de gener, 2000     | Socorro              | LINEAR        |
| 130190 - | 2000 AG90              | 5 de gener, 2000     | Socorro              | LINEAR        |
| 130191 - | 2000 AS92              | 2 de gener, 2000     | Socorro              | LINEAR        |
| 130192 - | 2000 AB93              | 3 de gener, 2000     | Socorro              | LINEAR        |
| 130193 - | 2000 AM95              | 4 de gener, 2000     | Socorro              | LINEAR        |
| 130194 - | 2000 AZ128             | 5 de gener, 2000     | Socorro              | LINEAR        |
| 130195 - | 2000 AM129             | 5 de gener, 2000     | Socorro              | LINEAR        |
| 130196 - | 2000 AW133             | 4 de gener, 2000     | Socorro              | LINEAR        |
| 130197 - | 2000 AL152             | 8 de gener, 2000     | Socorro              | LINEAR        |
| 130198 - | 2000 AY152             | 8 de gener, 2000     | Socorro              | LINEAR        |
| 130199 - | 2000 AC161             | 3 de gener, 2000     | Socorro              | LINEAR        |
| 130200 - | 2000 AG167             | 8 de gener, 2000     | Socorro              | LINEAR        |